# 鄧析
鄧 析（とう せき、拼音: Dèng Xī、簡体字: 邓析、生年不詳 - 紀元前501年）は、中国春秋時代末期の政治家・思想家。著作として『鄧析子』（とうせきし）が伝わる。
諸子百家の名家または法家・雑家に分類される。その人物像から「初期名家」「名家の先駆者」のように位置付けられることもある。

## 人物
鄭国に仕えたが、政争のなかで殺された。ただし、殺されるに至った経緯が、史料によって二通り伝わる。
1. 紀元前536年、鄭国の宰相子産が、中国法制史の画期となる成文法「刑鼎」を公開した[3]。鄧析はそれに反対して攻撃活動を展開した。すなわち、民に裁判の方法（後述）を有償で教えることにより、鄭国に訴訟を氾濫させて混乱をもたらした[3]。それを受けて、子産は鄧析を誅殺した[4]。（『呂氏春秋』離謂篇など）
2. 紀元前501年、鄧析は鄭国で「竹刑」（刑書の題名と推定される）を立案した[3]。ところが、政治家の駟歂（中国語版）が「竹刑」に反対して鄧析を誅殺した[3]。しかし結局「竹刑」は採用された[5]（『春秋左氏伝』定公九年）。

宇野精一は、銭穆『先秦諸子繋年』を参考にして、実際に鄧析を殺したのは駟歂だが、後世の伝承において、より著名で音が近い子産と混同されたのだと推定している。
『呂氏春秋』離謂篇によれば、鄧析が民に教えた裁判の方法とは、主張の「是・非」「可・不可」のいずれをも押し通す方法や、永遠に結論が出ない議論の方法だったという。『列子』力命篇では、そのような方法を「両可之説」「無窮之辞」と表現している。
『荀子』は複数の篇（不苟篇・非十二子篇・儒效篇）で、鄧析を恵施（名家の中心人物）と併称した上で、「卵有毛」（卵には毛がある）などの奇怪な説を操る者達、あるいは「礼」にそむく者達として非難している。
鄧析の同時代人である孔子は、鄧析と対照的に、訴訟が一切起こらない社会を目指していた（『論語』顔淵篇「必也使無訟乎」）。
鄧析は「訟師」の先駆とも言われる。

### 史料
- 『呂氏春秋』離謂篇
- 『春秋左氏伝』定公九年
- 『列子』力命篇ほか
- 『荀子』不苟篇・非十二子篇・儒效篇・宥坐篇
- 『淮南子』氾論訓・詮言訓
- 劉向による『鄧析』叙録、『説苑』指武篇ほか[9]

## 『鄧析子』
現行本の『鄧析子』は「無厚篇」と「転辞篇」の二篇からなる。偽書説や成立年代については諸説ある。
『別録』の叙録がある。『漢書』芸文志は、『鄧析子』ではなく『鄧析』二篇と表記した上で、名家の書物に分類している。一方で『郡斎読書志』は『鄧析子』二巻を名家に分類しつつ、法家も兼ねる書物だと述べている。他方で『四庫提要』は『鄧析子』一巻を法家に分類している。

## 関連文献
- 徐忠良 注譯『新譯鄧析子』三民書局、1997年、ISBN 957-14-2662-8